# Могилёвское (электродепо)
ТЧ-2 «Могилёвское» (бел. Магілёўскае) — электродепо Минского метрополитена, обслуживающее Автозаводскую и Зеленолужскую линии. Было открыто 1 сентября 2003 года (до этого обе линии обслуживало электродепо ТЧ-1 «Московское»). На сегодняшний день Автозаводскую линию обслуживают 29 составов. До 1 июня 2009 г. электропоезда имели всего 4 вагона, сегодня курсируют 5-вагонные составы. В час «пик» на линии работают 26 электропоездов. С целью снижения нагрузки на ТЧ-2 «Могилёвское» для обслуживания Зеленолужской линии в настоящее время строится электродепо ТЧ-3 «Слуцкое».

## История
Депо было построено в 2003 году в составе 4-й очереди строительства Автозаводской линии Минского метрополитена. Ввод в эксплуатацию значительно облегчил жизнь метрополитеновцам и во многом решил проблемы ремонта и отстоя подвижного состава метрополитена: раньше обе линии обслуживало единственное депо «Московское».

### Обслуживаемые линии
| # | Линия         | Период                 |
| - | ------------- | ---------------------- |
| 2 | Автозаводская | 2003 — настоящее время |
| 3 | Зеленолужская | 2020 — настоящее время |

## Ближайшие станции
Соединен двумя однопутными ССВ со станцией Могилёвская.

## Подвижной состав

### Пассажирский подвижной состав
| Тип вагонов                 | Период                 | Вагонов в составе | Состояние               |
| --------------------------- | ---------------------- | ----------------- | ----------------------- |
| 81-717/714                  | 2003 — настоящее время | 5                 | регулярная эксплуатация |
| 81-717.5/714.5              | 2003 — настоящее время | 5                 | регулярная эксплуатация |
| 81-717.5М/714.5М            | 2005 — настоящее время | 5                 | регулярная эксплуатация |
| 81-541Б                     | 2009 — настоящее время | 5                 | регулярная эксплуатация |
| Stadler M110/M111           | 2020 — настоящее время | 4—5               | регулярная эксплуатация |
| 81-765.7/766.7 «Минск-2024» | 2024 — настоящее время | 4                 | регулярная эксплуатация |